# Шубин, Пётр Евгеньевич
Пётр Евге́ньевич Шу́бин (род. 21 февраля 1944, Челябинск, Челябинская область, РСФСР, СССР) — советский футболист. Выступал на позиции полузащитника и нападающего. Мастер спорта СССР (1969), Заслуженный тренер РСФСР (1984).

## Клубная карьера
Начал заниматься футболом в Челябинске в детском возрасте. С 18 лет — в командах мастеров. Сначала играл в командах Челябинска и Оренбурга.
В 1964 году вместе со своим тренером Н. Самариным переехал в город Фрунзе. Там служил в армии и играл за местную команду Алга.
До 1968 года выступал в команде «Локомотив» из Челябинска. В 1969 году провёл один сезон в высшей лиге, но неудачно, так как его «Уралмаш» из Свердловска по результатам сезона покинул высший эшелон советского футбола.
Следующий сезон он начал уже в клубе первой группы «А» «Алга» из Фрунзе, за который с 1970 по 1973 провёл 98 матчей и забил 12 голов.
В 1968—1969 годах был членом сборной молодёжной команды России.

## Тренерская карьера
После окончания футбольной карьеры в 1975 году остался работать тренером в «Алге». С 1981 по 1982 год работал помощником главного тренера ростовского СКА, а с 1983 по 1984 возглавлял клуб. Успехи Шубина на тренерском поприще не остались без внимания ведущих команд первенства СССР и в 1985 году он был приглашён в качестве помощника главного тренера в московский «Спартак», где работал вместе с Константином Бесковым и с Н. П. Старостиным.
В 1989—1990 годах возглавлял клуб высшего дивизиона Алжира «УСМ Бел-Аббес».
В 1996 был главным тренером «Динамо» из Ставрополя. В первом круге сезона 1997 года Шубина на пост главного тренера ярославского «Шинника» пригласил Анатолий Фёдорович Полосин, который по состоянию здоровья не мог руководить клубом. Первый матч в качестве наставника ярославцев состоялся в игре 22-го тура против ЦСКА, контракт был подписан до окончания сезона, однако был продлён после смерти Полосина. В 1998 году руководил махачкалинским «Анжи». В 1999 году Шубин работал с одним из клубов ОАЭ, упрочив его положение в национальном первенстве.
В 2000 году возглавил клуб второго дивизиона «КАМАЗ-Чаллы» из Набережных Челнов. Однако в следующем году был уволен.
В 2003 году работал в московской ДЮСШ «Футбольное дело», куда его пригласил Сергей Хусаинов, тренировал команду, в которой играл Артём Дзюба. В начале 2004 года возглавил минское «Динамо». 25 мая 2004 года прошла встреча председателя правления ЗАО «ФК „Динамо-Минск“» Юрия Чижа и Петра Шубина, в результате которой по обоюдному согласию тренер решил покинуть свой пост.
С 2005 года — директор детской школы московского «Спартака». В конце ноября 2008 года Карпин принял решение освободить Шубина от занимаемой должности директора школы. Причину такого поступка ему не объяснили, однако сказали, что никаких претензий к нему не имеют.
По состоянию на июль 2015 года — спортивный директор СШ «Юность Москвы».